# Sarród
Sarród (em alemão: Schrollen) é um município da Hungria, situado no condado de Győr-Moson-Sopron. Tem 40,06 km² de área e sua população em 2015 foi estimada em 1.032 habitantes.